# Цветообразующая компонента
Цветообразующая компонента — разновидность сложных органических соединений, использующихся в цветной фотографии для синтеза красителей во время цветного проявления. Цветообразующие компоненты в большинстве случаев находятся непосредственно в зонально-чувствительных эмульсионных слоях хромогенного многослойного цветного фотоматериала. Особенности строения и обработки таких фотоматериалов не допускают диффузии цветообразующих компонент в соседние слои или в обрабатывающие растворы. Поэтому в советской и российской литературе хромогенные фотоматериалы называют плёнками с недиффундирующими цветообразующими компонентами. К противоположному классу фотоматериалов относится единственный тип Kodachrome с раздельным проявлением трёх эмульсионных слоёв растворами, содержащими диффундирующие цветообразующие компоненты.

## Описание
В каждый из трёх зонально-чувствительных слоёв хромогенных многослойных фотоматериалов при изготовлении добавляется цветообразующая компонента. Восстановление металлического серебра из экспонированных галогенидов во время проявления сопровождается окислением, продукты которого взаимодействуют с цветообразующей компонентой, образуя нерастворимый в воде краситель. Так как в разные слои добавляются неодинаковые компоненты, в них синтезируются красители разных цветов, дополнительных к цвету излучения, экспонировавшего данную эмульсию. Поэтому негативное изображение по цвету дополнительно к снятому объекту: человеческая кожа имеет зелёный оттенок, а растительность выглядит пурпурной. При фотопечати происходит аналогичное обращение, и цвета на позитиве соответствуют исходным. 
Цветообразующие компоненты могут быть как бесцветными, так и окрашенными. Первый тип использовался в самых ранних негативных фото- и киноплёнках, и продолжает использоваться в обращаемых и позитивных плёнках, а также в фотобумагах. Окрашенные цветообразующие компоненты применяются для внутреннего цветоделительного маскирования, нейтрализующего нежелательные оттенки получаемых красителей. Неизрасходованные в процессе проявления компоненты остаются на неэкспонированных участках эмульсий, образуя малоконтрастную позитивную маску, цвет которой дополнителен к компенсируемому нежелательному оттенку. Из-за этого маски́рованные негативные и контратипные фотокиноплёнки с окрашенными компонентами после лабораторной обработки имеют характерную жёлто-оранжевую окраску.
В первых цветных фотоматериалах использовались так называемые гидрофильные цветообразующие компоненты, легко растворяющиеся в фотоэмульсии в процессе её изготовления. Однако, надёжно изолировать проникновение таких компонент в соседние слои практически невозможно, поэтому ранние плёнки страдали недостатками цветоделения, искажавшими цветопередачу. Во второй половине XX века большинство производителей фотоматериалов решили проблему с помощью гидрофобных цветообразующих компонент. Это несколько усложнило технологию, поскольку потребовало механического измельчения нерастворимых в эмульсии компонент, однако резко улучшило цветовоспроизведение.
Поиск наиболее подходящих цветообразующих компонент оставался ключевой задачей при совершенствовании цветных фотоматериалов вплоть до цифровой революции. Кроме точности цвета образуемых красителей и совершенства цветопередачи, от цветообразующих компонент зависит также архивная стойкость получаемого изображения. Самые первые цветные фотокиноплёнки и фотобумаги были в этом смысле настолько несовершенны, что не сохранилось почти никаких цветных фотографий 1940-х годов, выцветавших за несколько лет даже без воздействия света. Принято различать 4 поколения цветных фотоматериалов, последнее из которых обладает заявленной стойкостью в 50 лет, почти сопоставимой с чёрно-белой серебряной фотопечатью.